# Мартинссен-Ломан, Франциска
Франциска Мартинссен-Ломан (нем. Franziska Martienssen-Lohmann; 6 октября 1887, Бромберг, Пруссия (ныне Быдгощ, Польша) — 2 февраля 1971, Дюссельдорф) — немецкая певица и музыкальный педагог.
В 1911 г. окончила Лейпцигскую консерваторию как пианистка, ученица Роберта Тайхмюллера. В следующем году вышла замуж за пианиста и музыкального педагога Карла Адольфа Мартинссена (брак распался в 1927 г.). Затем некоторое время училась вокалу в Берлине у Иоганнеса Мессхарта, а в 1914 г. вернулась в Лейпциге как певица и педагог. В 1930—1945 гг. преподавала в Академии церковной музыки в Берлине, после Второй мировой войны на протяжении четырёх лет была профессором Веймарской Высшей школы музыки, затем обосновалась в Дюссельдорфе. Многие годы давала также мастер-классы в Зальцбурге, Люцерне, Потсдаме и др.; преподавательская карьера Мартинссен-Ломан продлилась до 1968 года.
Авторству Мартинссен-Ломан принадлежит ряд методических пособий, из которых наиболее значительна книга «Знающий певец: Певческий лексикон в набросках» (нем. Der wissende Sänger: Gesangslexikon in Skizzen; 1956). Кроме того, Мартинссен-Ломан опубликовала два сборника стихов, из которых первый, «Природа, люди, я (Сто песен и сонетов)» (нем. Landschaft, Menschen, Ich; 1925), вышел с предисловием известной писательницы Рикарды Хух.